# Tập đoàn REWE

Dịch vụ buôn bán thực phẩm REWE, Đức

Tập đoàn REWE là một tập đoàn chuyên về bán lẻ thực phẩm và ngành du lịch của Đức có trụ sở tại Köln. Tên REWE đến từ "Revisionsverband der Westkauf-Genossenschaften", có nghĩa là "Hiệp hội Kiểm toán của Hợp tác xã người tiêu thụ miền Tây". Các công ty quan trọng nhất của Tập đoàn REWE hoạt động dưới tên REWE-Zentral AG và REWE-Zentralfinanz eG. Các cơ sở của tập đoàn là một mạng lưới các nhà bán lẻ độc lập. Trong năm tài chính 2014, Tập đoàn REWE có tổng doanh thu 51,1 tỷ €. Tập đoàn REWE là chuỗi siêu thị lớn thứ hai ở Đức sau Tập đoàn Edeka ở Hamburg.

## Bộ phận

### Cửa hàng bán lẻ
- REWE - Một chuỗi siêu thị ở Đức với 3300 cửa hàng.
- BILLA - Một chuỗi siêu thị ở Áo với 1.000 cửa hàng (là siêu thị hàng đầu trong ngành thực phẩm ở Áo) và 400 cửa hàng ở 8 quốc gia châu Âu khác.
- Penny - Một chuỗi siêu thị giá rẻ với 3.000 cửa hàng ở Đức, Áo, Ý, Romania, Hungary, Cộng hòa Séc và Bulgaria.
- XXL Mega Discount - Một chuỗi siêu thị bách hóa với cửa hàng thực phẩm giá rẻ ở Romania.
- nahkauf - Chuỗi cửa hàng tạp hóa ở Đức.
- toom BauMarkt - Chuỗi cửa hàng DIY với 250 cửa hàng ở Đức.
- MERKUR - Một chuỗi siêu thị với 100 cửa hàng ở Áo.
- BIPA - Một chuỗi Cửa hàng bán lẻ về mỹ phẩm và các vật dụng cho sức khỏe và vệ sinh cá nhân A health với 560 cửa hàng ở Áo và 58 cửa hàng ở Croatia.
- Kaufpark - Một chuỗi siêu thị với 120 cửa hàng ở Nordrhein-Westfalen, Đức